# David Almeida
David Antônio Abisai Pereira de Almeida (Manaus, 8 de fevereiro de 1969) é um político brasileiro filiado ao Avante e atual prefeito da cidade de Manaus. Foi deputado estadual por três mandatos consecutivos, sendo eleito pela primeira vez em 2006. O segundo mandato foi em 2010 e o terceiro em 2014. Em dezembro de 2016 foi eleito presidente da Assembleia Legislativa do Estado do Amazonas para o biênio 2017/2018.
Em 2017, David Almeida foi governador interino do Amazonas após a cassação de José Melo de Oliveira e seu vice pelo Tribunal Superior Eleitoral. Ele ficou por 149 dias como chefe do executivo estadual.
Já nas eleições de 2018, Almeida foi candidato ao Governo do Estado do Amazonas, ficando em terceiro lugar. Em 2020 foi candidato à prefeitura de Manaus pela primeira vez e foi eleito com 51,27% dos votos (466 970 votos) no segundo turno.

## Biografia
David Almeida nasceu e foi criado no Morro da Liberdade, na Zona Sul de Manaus. Filho de Rosa Almeida e Benedito Almeida, é Bacharel em Direito pela Universidade Luterana de Manaus (Ulbra) e membro da Igreja Adventista do Sétimo Dia.
Casado desde outubro de 2024 com a empresária, bacharel em Direito e estudante de Medicina Izabelle Fontenelle Queiroz de Almeida, é pai de Fernanda Aryel, estudante de Medicina.
Seus valores pessoais, como a fé, o trabalho e o compromisso com o próximo, moldaram sua trajetória pública, marcada por forte presença comunitária e atuação política voltada para o desenvolvimento social e urbano da capital amazonense.

## Carreira política
Foi candidato a a vereador de Manaus em 2004 pelo Partido Social Liberal (PSL), ficando com a suplência com 2.920 votos (0,38%). Foi deputado estadual por três mandatos consecutivos, sendo eleito pela primeira vez em 2006. O primeiro disputado pela Coligação Amazonas Melhor (PTN, PSC, PAN e PTC), eleito com 7 569 votos. O segundo em 2010, pela Coligação Avança Amazonas (PRB, PP, PMDB, PSC, PRTB, PHS e PMN), eleito com 24 479 votos. No período de 2014/2015 assumiu a presidência da Comissão de Constituição, Justiça e Redação (CCJR) da Assembleia Legislativa do Amazonas. O terceiro mandato conquistado nas eleições de 2014, pela Coligação (PROS, PSD, PSDB e PSC), conquistou 24 189 votos. Neste mandato assumiu a Liderança do Governo junto ao Poder Legislativo, assim como, a Liderança do PSD e a 2ª Vice-presidência da casa pelo período de 2015/2016. David Almeida foi eleito Presidente da Assembleia Legislativa do Estado do Amazonas para o biênio 2017/2018, na eleição ocorrida em 20 de dezembro de 2016, com 17 votos.
Em 2017 foi governador interino do Amazonas após a cassação de José Melo de Oliveira e seu vice pelo TSE. A legislação brasileira estabelece que a cassação de um governador e de seu vice, declara temporariamente a presidência da Assembleia Legislativa no exercício, até as eleições internas suplementares, a partir das quais ocorreram em agosto de 2017.
Exerceu a função de líder da base governista na Assembleia Legislativa do Amazonas, presidente da Comissão de Políticas Sobre Drogas da Casa Legislativa Estadual, presidente da Comissão de Constituição e Justiça e foi presidente da Assembleia Legislativa do Amazonas nos anos 2017 e 2018, concorrendo ao cargo de governador do estado em 2018, ficando na terceira posição com 417 203 votos.
Em 2019 deixou o Partido Socialista Brasileiro e filiou-se ao Avante. No mesmo ano, Lúcia Melo Ferreira Almeida, esposa de David Almeida, morreu em decorrência de um câncer no fígado.
No ano de 2020, David Almeida foi eleito prefeito da cidade de Manaus pelo Avante, virando os votos no segundo turno sobre Amazonino Mendes, do PODE, que terminou em primeiro lugar no primeiro turno. Na véspera da eleição, sua mãe faleceu em decorrência da COVID-19.

## Eleições Municipais de 2024
Nas eleições municipais de 2024, David Almeida (Avante) buscou a reeleição para o cargo de prefeito de Manaus, enfrentando um cenário político competitivo. Durante a campanha, temas como a melhoria dos serviços públicos, investimentos em infraestrutura urbana e políticas voltadas para saúde e educação foram amplamente debatidos, refletindo as principais demandas da população manauara.
Para fortalecer sua presença digital e contrapor a atuação expressiva de seus adversários nas redes sociais, especialmente de Amom Mandel Cidadania, Almeida contratou o marqueteiro político Marcelo Vitorino, reconhecido por sua expertise em marketing digital. A colaboração de Vitorino visou aprimorar a comunicação online da campanha, ampliando o engajamento com os eleitores e destacando as realizações da gestão atual. Apesar de rumores sobre seu afastamento após o primeiro turno, a coligação "Avante, Manaus" confirmou a continuidade de Vitorino na equipe, ressaltando a importância de suas contribuições para a campanha. 
No primeiro turno, realizado em 6 de outubro de 2024, David Almeida liderou com 32,16% dos votos válidos, totalizando 354.596 votos.  No segundo turno, em 27 de outubro, Almeida foi reeleito com 54,59% dos votos válidos, correspondendo a 576.171 votos, enquanto seu oponente, Capitão Alberto Neto (PL), obteve 45,41% dos votos. 
Analistas políticos interpretaram a vitória de Almeida como uma reafirmação de sua liderança e das estratégias adotadas durante a campanha, incluindo o fortalecimento da comunicação digital para alcançar uma parcela maior do eleitorado. A continuidade de Marcelo Vitorino na equipe de marketing foi considerada um fator relevante para o sucesso eleitoral, evidenciando a importância das mídias digitais nas campanhas políticas contemporâneas.

## Desempenho eleitoral
| Ano  | Eleição               | Partido | Cargo             | Votos   | %                 | Resultado  | Ref    |
| ---- | --------------------- | ------- | ----------------- | ------- | ----------------- | ---------- | ------ |
| 2004 | Municipal de Manaus   | PSL     | Vereador          | 2.920   | 0,38%             | Suplente   | [ 15 ] |
| 2006 | Estaduais no Amazonas | PAN     | Deputado estadual | 7.569   | 0,55%             | Eleito     | [ 16 ] |
| 2010 | Estaduais no Amazonas | PMN     | Deputado estadual | 24.479  | 1,81%             | Eleito     | [ 17 ] |
| 2014 | Estaduais no Amazonas | PSD     | Deputado estadual | 24.189  | 1,48%             | Eleito     | [ 18 ] |
| 2018 | Estaduais no Amazonas | PSB     | Governador        | 417.203 | 23,59%            | Não eleito | [ 19 ] |
| 2020 | Municipal de Manaus   | Avante  | Prefeito          | 218.929 | 22,74% (1º Turno) | Eleito     | [ 20 ] |
| 2020 | Municipal de Manaus   | Avante  | Prefeito          | 466.970 | 51,27% (2º Turno) |            | [ 20 ] |
| 2024 | Municipal de Manaus   | Avante  | Prefeito          | 354.596 | 32,16% (1º Turno) | Eleito     | [ 21 ] |
| 2024 | Municipal de Manaus   | Avante  | Prefeito          | 576.171 | 54,59% (2° Turno) |            | [ 21 ] |